# Delirium (romanzo)
Delirium è il primo romanzo dell'omonima trilogia di Lauren Oliver, seguito da Chaos e da Requiem. È un romanzo distopico ambientato nella città di Portland, Stati Uniti, in un futuro dove l'amore è considerato una malattia vera e propria identificata come Delirium Amoris Nervosum, causa presunta di criminalità e guerra, e che perciò viene eliminato con un'operazione al cervello che ogni abitante deve subire obbligatoriamente all'età di diciotto anni, salvo eccezioni come manifestazioni anticipate della malattia seguite da un intervento immediato. L'operazione, chiamata "cura", è molto pericolosa e alcuni pazienti riportano lesioni al cervello che compromettono le loro capacità, intellettive e di movimento.

## Trama
Magdalena "Lena" Haloway vive con la zia Carol e le cuginette Grace e Jenny dopo aver perso la madre, suicidatasi per colpa del delirium. Ha diciassette anni e frequenta l'ultimo anno del liceo assieme alla sua migliore amica Hana, una ragazza bellissima e molto ricca. Mancano tre mesi alla sua cura quando si ammala di delirium dopo aver conosciuto Alex, un ragazzo di bell'aspetto, poco più grande di lei e già curato, quindi impossibilitato a provare sentimenti. Alex e Lena si danno appuntamenti in segreto e dopo un periodo Alex confessa a Lena di non essere mai stato curato e di provenire dalle Terre Selvagge, terre sconosciute separate dalle città da una recinzione, dove scappano le persone che rifiutano di essere curate alla ricerca della libertà, rischiando la vita. La punizione per l'attraversamento della recinzione è infatti la morte. Alex confessa di far parte della Resistenza, un gruppo di infiltrati che si mischia con la gente di Portland per combattere la cura e organizzare una ribellione.
Lena inizialmente è spaventata e decide di non incontrare più Alex, ma questo avviene quando entrambi partecipano ad una festa illegale dopo il coprifuoco, che sfocia in un raid da parte della polizia, decisa a punire coloro che infrangono il coprifuoco, uccidendoli.
Alex e Lena si salvano e cominciano a frequentarsi nuovamente. Quando mancano ormai poche settimane alla sua procedura, Lena decide di scappare con Alex nelle Terre Selvagge, ma prima di mettere a punto il loro piano sono costretti ad una fuga improvvisata dopo che Hana racconta alla polizia le loro intenzioni, quindi la procedura di Lena viene anticipata.
Una volta arrivati alla recinzione, i due hanno la polizia alle calcagna. Lena riesce ad attraversare il confine, mentre Alex resta dall'altra parte.

## Personaggi
- Magdalena Haloway ha diciassette anni, quasi diciotto, e da quando era piccola attende con impazienza il giorno della sua cura per poter vivere libera dalle preoccupazioni. Inizialmente si mostra una ragazza impaurita e riluttante dall'infrangere le regole, ma poi si rivelerà una ragazza coraggiosa e coerente. Vive con la zia Carol, suo marito e le due cugine, Jenny e Grace, per la quale ha una simpatia. Ama la corsa e dalla morte di sua madre è diventato il suo modo di sfogarsi. La sua migliore amica è Hana Tate. Nella sua seduta delle valutazioni ottiene un punteggio di otto e viene accoppiata con Brian Schraff.
- Hana Tate è una ragazza bellissima, ricca e ribelle che ama infrangere le regole, partecipare a feste illegali e ascoltare musica vietata. Avrà una breve relazione con Steve Hilt. Condivide con Lena la passione per la corsa e frequenta il suo stesso anno di liceo. Il suo destino, sin da piccola, è sempre stato quello di sposarsi con un uomo ricco e potente ed essere curata. Viene accoppiata con Fred Hargrove, il sindaco di Portland. Arrabbiata dal fatto di non poter avere la felicità che sogna, farà la spia quando Lena le confessa della sua fuga con Alex, raccontando tutto alla polizia.
- Alex Sheates è un ragazzo attraente, sincero e intelligente che si innamorerà di Lena. Lavora in incognito per la Resistenza facendo la spia negli edifici governativi di Portland. Ha una finta cicatrice sul collo per fare in modo di sembrare un curato. Progetterà una fuga con Lena verso le Terre Selvagge.
- Annabel Haloway è la madre di Lena che tutti credevano fosse morta gettandosi da un ponte verso il mare, ma che si scoprirà essere ancora viva. Suo marito morì di cancro quando Lena aveva un anno, e lei soffrì molto perché, nonostante la procedura (che subì ben tre volte) continuava ad amarlo. Venne fatta prigioniera nelle Cripte per dieci anni e riuscì a evadere scalfendo nel muro della sua cella la parola 'LOVE'.

## Trasposizione filmica del libro
Nel 2013 è stato annunciato che il canale Fox avrebbe mandato in onda una serie basata sul libro, con protagonista Emma Roberts nel ruolo di Magdalena "Lena" Haloway. La serie è stata tuttavia cancellata dopo un solo episodio, andato in onda nel 2014.

## Critica
Il libro è un bestseller molto venduto e ben accolto dalla critica, ricevendo recensioni positive, che lodano la scrittura di Lauren Oliver definendola ricca di colpi di scena e accattivante, e anche il contesto dei problemi adolescenziali e il rapporto della società rispetto ai ragazzi.